# Marge za mřížemi
Marge za mřížemi (v anglickém originále Marge in Chains) je 21. díl 4. řady (celkem 80.) amerického animovaného seriálu Simpsonovi. Scénář napsali Bill Oakley a Josh Weinstein a díl režíroval Jim Reardon. V USA měl premiéru dne 6. května 1993 na stanici Fox Broadcasting Company a v Česku byl poprvé vysílán 13. ledna 1995 na stanici ČT1.

## Děj
Mnoho obyvatel Springfieldu si díky teleshoppingové reklamě objedná odšťavovač ovoce. V balíčcích s přístroji však přicestují i viry japonské chřipky jednoho z dělníků výrobního závodu. Ve městě se tak rozšíří epidemie, která zasáhne i členy Simpsonovy rodiny. Marge si ale nemůže dovolit onemocnět kvůli bezpečnému chodu rodiny. Při nákupu v Kwik-E-Martu díky chřipce omylem ukradne lahvičku Bourbonu. Je však přistižena a zatčena. Na svoji obhajobu si najme ne zrovna úspěšného právníka Lionela Hutze, který jí i přes své úsilí zajistí 30 dní ve vězení. To má katastrofální důsledek na fungování rodiny. Marge se díky smyšleným teoriím a pomluvám mezi obyvateli Springfieldu stává „vyvrhelem společnosti“.
Při prodeji koláčků „Za zkrášlení našich parků“ organizaci chybí 15 dolarů, které by prodejem oblíbených ibiškových koláčků vydělala právě Marge, a tak peníze zbudou pouze na sochu prezidenta Jimmyho Cartera. Při odhalení sochy to však mezi obyvateli zvedne vlnu nevole, protože Jimmy Carter „neudělal nic převratnýho“, a začne se rabovat. Policejnímu sboru se nepovede rabování zkrotit i přes nepovedený zásah vyhladovělých policejních psů a Maude Flandersová konstatuje, že „nikdy by se nestalo, kdyby byla Marge Simpsonová tady“. To už však trest za krádež končí a Marge se vrací domů, kde ji čeká vřelé uvítání místních obyvatel.

## Produkce
Marge za mřížemi napsali Bill Oakley a Josh Weinstein a byla to jejich první epizoda, kterou napsali jako zaměstnanci týmu Simpsonových. Scénář jim byl přidělen poté, co s nápadem přišel někdo jiný. První verze scénáře byla „o něco realističtější“ než konečná verze dílu, protože Oakley a Weinstein provedli velký průzkum o ženách ve vězení, jenž byl později z velké části nahrazen. Pro krátké repliky indických dialogů Apua a Sanjaye zavolali scenáristé na indické velvyslanectví ve Washingtonu, aby je přeložili. Velvyslanectví nemělo „zájem ani radost“, ale přesto to udělalo.
V epizodě je Jimmy Carter označen za „největší monstrum historie“. V komentáři k tomuto dílu na DVD ze 4. řady z roku 2004 showrunneři Mike Reiss a Al Jean prozradili, že Cartera neměli rádi, ačkoli by ho volili před Georgem W. Bushem. Provozovatel Kwik-E-Martu Apu ve scéně v soudní síni v epizodě dosvědčí, že je schopen odříkat 40 000 desetinných míst čísla pí. Správně poznamená, že 40 000. číslicí je číslo 1. Autoři dílu se na tuto scénu připravili tak, že se Davida H. Baileyho z Národního úřadu pro letectví a vesmír zeptali na 40 000. desetinné místo čísla pí. Bailey jim poslal zpět výtisk prvních 40 000 číslic. Název filmu Troye McClurea P is for Psycho je nejoblíbenějším vtipem Mikea Reisse, který kdy pro Simpsonovy napsal.
Epizoda Marge za mřížemi byla původně vysílána na stanici Fox ve Spojených státech 6. května 1993 a v roce 1997 byla vybrána k vydání ve video kolekci vybraných epizod s názvem The Simpsons: Crime and Punishment. Dalšími epizodami obsaženými v sadě byly díly Homer strážcem zákona, Udavač Bart a Dvojí stěhování. V roce 2005 byla Marge za mřížemi znovu zařazena na DVD vydání sady Crime and Punishment. Díl se objevil také na DVD sadě The Simpsons – The Complete Fourth Season, která byla vydána 15. června 2004.

## Kulturní odkazy
David Crosby se v epizodě objevuje v epizodním výstupu jako sponzor Lionela Hutze. V dílu je zmíněna píseň Crosbyho, Stillse a Nashe „Teach Your Children“. Během soudního procesu s Marge za krádež v obchodě žalobci ukazují Zapruderův film a tvrdí, že Marge byla přítomna na travnatém pahorku, když byl zavražděn prezident John F. Kennedy. Scéna, kdy Maude Flandersová hledí dírou ve zdi na Marge, je odkazem na film Psycho z roku 1960. Ve snu Lionela Hutze o tom, jak by vypadal svět bez právníků, chtěli scenáristé použít píseň „I'd Like to Teach the World to Sing“, jež byla použita v reklamě na Coca-Colu, ale nemohli na ni získat práva. Místo toho použili podobný instrumentální motiv. Anglický název dílu je odkazem na seattleskou grungeovou skupinu Alice in Chains, která v době vysílání této epizody získala mainstreamový úspěch a popularitu. Homer si v epizodě také stěžuje, že mu „bude chybět šerif Lobo“. 

### Predikce pandemie covidu-19
Během pandemie covidu-19 média uváděla, že Simpsonovi touto epizodou „předpověděli“ epidemii. Autor epizody Bill Oakley tvrdil, že internetoví trollové využívali epizodu k „nekalým účelům“, včetně vytváření memů nahrazujících „ósackou chřipku“ slovem „koronavirus“. Oakley uvedl, že jeho odkazem na zápletku s „Ósakou“ byla pandemie chřipky z roku 1968, která začala v britském Hongkongu, a prohlásil, že „to měl být jen rychlý vtip o tom, jak se sem chřipka dostala“. Když Oakley mluvil o „předpovědích“ ze Simpsonových obecně, pokračoval: „Je to hlavně náhoda, protože ty epizody jsou tak staré, že se historie opakuje.“.
Přirovnání k této epizodě zažila v květnu 2020 opětovný rozmach poté, co stát Washington vydal doporučení týkající se asijských obřích sršňů v regionu, přičemž citoval scénu, v níž rozzuřený dav převrhne nákladní auto, o němž se domníval, že obsahuje „placebo“ na chřipku z Ósaky, a omylem přitom vypustí z bedny roj vražedných včel.
V této epizodě dochází k tomu, že starosta Quimby předstírá, že je ve své kanceláři, zatímco ve skutečnosti je v Karibiku na dovolené. Bylo to přirovnáno k tomu, když Ted Cruz opustil své voliče během energetické krize v Texasu v roce 2021 a utekl do Cancúnu.

## Přijetí
V původním vysílání skončil díl v týdnu od 3. do 9. května 1993 na 31. místě v žebříčku sledovanosti s ratingem Nielsenu 11,1, což odpovídá přibližně 10,3 milionu domácností. Byl to druhý nejlépe hodnocený pořad na stanici Fox v tomto týdnu, hned po seriálu Beverly Hills 90210.
Caroline Boucherová v recenzi epizody v časopise The Observer napsala: „Můj domácí zpravodaj Simpsonových, Simon, hlásí obzvlášť dobrou epizodu, Marge za mřížemi, tak, že se na záznam díval dvakrát.“. Karl French z Financial Times charakterizoval děj epizody jako „moderní verzi“ filmu Život je krásný.
Jessica Mellorová z deníku The Daily Mirror tuto epizodu vyzdvihla v recenzi DVD vydání 4. řady Simpsonových spolu s epizodami Vzhůru na prázdniny, Nová holka v ulici a Svatého Valentýna a komentovala ji takto: „Springfieldští nejlepší opět dokazují, proč jsou nejchytřejší v televizi.“. Warren Martyn a Adrian Wood v části věnované této epizodě ve své knize I Can't Believe It's a Bigger and Better Updated Unofficial Simpsons Guide napsali: „Líbí se nám Bartův plán zachránit Marge z vězení tím, že se stane okouzlující Bartinou, a Lionel Hutz je vrcholně neschopný.“. V knize se objevuje i další komentář: „Vždyť je to taky jenom vtip.“.